# Kevin Hern
Kevin Hern, född 4 december 1961, är en amerikansk republikansk politiker och affärsman. Han är ledamot av USA:s representanthus for Oklahomas 1a kongressdistrikt sedan 2018.
Vid valet av talman för representanthuset 2023 blev han i nionde, tionde och elfte omröstningarna, den 5 januari, nominerad, liksom i den tolfte den 6 januari och fick i de olika omröstningarna som mest 7 stödröster, vilket dock inte räckte för att bli vald.